# Paractenia
Paractenia is een geslacht van vlinders van de familie snuitmotten (Pyralidae), uit de onderfamilie Pyralinae.

## Soorten
- P. allutalis Zeller, 1852
- P. ankasokalis Viette, 1960
- P. atrisparsalis Hampson, 1906
- P. castaneonigra Hampson, 1917
- P. desertalis Hampson, 1908
- P. marionalis Viette, 1960
- P. obstans Meyrick, 1936
- P. pallidirubra Hampson, 1917
- P. pellucidalis Warren, 1896
- P. phaeomesalis Hampson, 1906
- P. pronubalis Marion & Viette, 1956
- P. quisqualis Swinhoe, 1885
- P. sanguitincta Hampson, 1917
- P. semiochrea Warren, 1895
- P. sichimensis Hampson, 1917
- P. telacroas Meyrick, 1936
- P. thermalis Hampson, 1906
- P. viridicostalis Hampson, 1917